# Aphelandra blandii
Aphelandra blandii är en akantusväxtart som beskrevs av Gustav Lindau. Aphelandra blandii ingår i släktet Aphelandra och familjen akantusväxter. Inga underarter finns listade i Catalogue of Life.